# Tagma
Ne doit pas être confondu avec Tamga.
Le tagma (du grec ancien : τάγμα / tágma, pluriel savant : tagmata) était l’unité tactique de l’armée byzantine ayant la taille d’un bataillon ou d’un régiment. Du VIIIe au Xe siècle, les tagmata constituèrent l'armée permanente de l’Empire byzantin par opposition aux thèmes, unités populaires et territoriales, mobilisables pour la défense des provinces. Quoique le terme « tagma » ait été utilisé depuis le IVe siècle, c’est vraisemblablement Constantin V qui lui a donné son sens technique au milieu du VIIIe siècle. Cette réforme qui mettait les tagmata directement sous l’autorité de l’empereur visait à créer une armée qui soit à la fois mobile et loyale à l’empereur, car non seulement les unités thématiques ne pouvaient être utilisées dans les guerres d’annexion au-delà des frontières, mais encore les commandants des unités thématiques cantonnées près de Constantinople avaient tenté à maintes reprises de renverser le pouvoir établi.

## IVe–VIIesiècles: les premiers tagmas
Le terme « tagma »  (du grec τάσσειν / tássein, « mettre en ordre ») est le terme classique désignant un régiment ou un bataillon. Attesté dès le IVe siècle, il s’appliquait alors à un bataillon d’infanterie de 200 à 400 soldats et était l’équivalent du bandum ou numerus en latin, de l’arithmos en grec.
Les réformes de Dioclétien (emp. 284-305) et de Constantin le Grand (emp. 306-337) avaient créé deux armées distinctes : recrutés sur place, les limitanei veillaient à la sécurité des frontières alors que le comitatus, extension de la garde impériale, constituait le noyau mobile de l’armée. Destiné aux expéditions, le comitatus était cantonné à Constantinople ou dans ses environs,. Avec des effectifs peu nombreux, mais encadrés par des officiers professionnels, ces régiments incorporaient aussi bien des citoyens romains que des barbares, notamment des montagnards d’Illyrie ou d’Isaurie. Le principal corps de la garde impériale ou palatini était celui des Scholes qui devint ultérieurement l’un des quatre tagmata officiels. Recruté parmi les barbares et rattaché directement à la personne de l’empereur, ce régiment d’élite à l’origine en vint à ne plus servir que d’armée de parade lorsque l’empereur cessa de commander personnellement les troupes au combat. Peu nombreux au départ, le régiment s’accrut de près de 2 000 hommes lorsque Justin commença à vendre les charges. Léon Ier les remplaça au service du palais par les Excubites.
Au VIIe siècle, les bucellaires (soldats privés au service des chefs d’armée), les foederati (recrutés contrairement à l’usage du Ve siècle parmi les barbares « étrangers » à l’empire) et les optimates (qui furent par la suite assimilés à un tagma) se distinguent du reste de l’armée et portent le nom d’élite de ta epilecta (τά έπιλεκτα).
Sous Constantin, les pouvoirs militaires passèrent des préfets du prétoire aux magistri militum qui formaient une hiérarchie parallèle à la hiérarchie civile. Ils comprenaient un magister militum praesentalis auprès de l’empereur, un magister peditum commandant l’infanterie et un magister equitum pour la cavalerie. Ces magistri avaient sous leurs ordres des duces, gouverneurs militaires de provinces, ayant rang d’hypatoi ou de patrices. Ils exerçaient leurs fonctions sur toutes les troupes d’une province qu’il s’agît du comitatus, des limitanei ou des foederati. Les unités tactiques étaient le numerus (άριθμος) pour l’infanterie et la vexillatio (τάγμα) pour la cavalerie, quoique ces termes soient à l’occasion interchangeables. 
D’après le Strategikon, traité de tactique légèrement postérieur à l’empereur Maurice, le tagma compte à cette époque environ 400 hommes. Il est commandé par un tribun qui a comme officiers subalternes l’hékatontarque (centurion) et l’ilarque, lieutenant en premier qui a aussi la garde du bandon ou étendard que personne ne doit abandonner. Le tagma est subdivisé en corps de 100, 10, 5 et 4 hommes, correspondant à la compagnie d’une armée moderne. Les multiples du tagma sont la moera (μοϊρα) (unité de marche dont les cavaliers ont une flamme de même couleur à leur lance) et le meros (μέρος) (unité administrative et tactique comprenant de 3 000 à 6 000 hommes).

## VIIIe–Xesiècles: la réforme de Constantin V

Les thèmes d’Asie Mineure vers 780. La proximité géographique du thème de l’Opsikion par rapport à Constantinople fit que plusieurs commandants du tagma qui y était cantonné tentèrent de s'emparer du pouvoir.

La faiblesse des limitanei et leur disparition progressive à la suite de la perte des provinces de Syrie, d’Égypte et d’Afrique, la transformation du comitatus en une armée où paradaient les jeunes nobles peu enclins au combat, les invasions arabes et les fréquentes révoltes des formations comme celles du thème de l’Opsikion, situé dans le nord-ouest de l’Asie Mineure près de la capitale, exigeaient une profonde réforme de l’armée. 
Ce fut l’œuvre de Constantin V (emp. 741-775) qui transforma les anciennes unités de la garde de Constantinople en nouveaux tagmata destinés à fournir à l’empereur un noyau de troupes professionnelles loyales. On distingue dès lors d’une part les tagmata, fusion de l’ancien comitatus avec les troupes palatines, noyau de l’armée permanente stationnée à Constantinople ou dans ses environs et qui servait pendant les campagnes, et d’autre part les thèmes (themata), en garnison dans les provinces, orientés vers la défense locale et ne servant qu’en cas de nécessité. Ces thèmes furent créés selon les besoins et les plus anciens d’entre eux conservèrent le nom des anciens corps qu’ils représentaient (Opsikion, Bucellaires, Optimates) ou ceux des provinces où ils étaient stationnés (Arméniaques, Anatoliques, Helladiques, etc.) Lors d’expéditions, les deux catégories de troupes se retrouvaient sous un commandement unique, mais conservaient leur organisation distincte.
En dépit de cette réorganisation opérationnelle, les unités reprirent le nom de corps de troupes existants ou ayant déjà existé : scholes, excubites, optimates, bucellaires, etc..
Accessoirement, les tagmata servaient de terrain de recrutement pour les jeunes officiers. Une carrière dans un tagma pouvait conduire à un poste de commandement important dans les themata, ou si les jeunes recrues avaient la chance d’attirer l’attention de l’empereur, à un poste à la cour. Les officiers des tagmata étaient issus en grande partie soit de l’aristocratie ou de la fonction publique urbaine affluente, soit de l’aristocratie terrienne des thèmes de l’Asie Mineure ; ils en vinrent progressivement à contrôler presque tous les postes militaires importants. En dépit de cette tendance, les tagmata, tout comme le service militaire ou la fonction publique en général, offraient une occasion de mobilité sociale pour les classes subalternes de la société. Si les origines sociales des soldats étaient variées, ni les esclaves, ni les condamnés, ni les ecclésiastiques ne pouvaient postuler. L’âge minimum était de 18 ans et l’âge maximum de 42 ans pour une carrière se déroulant sur 24 années maximum.

### Unités

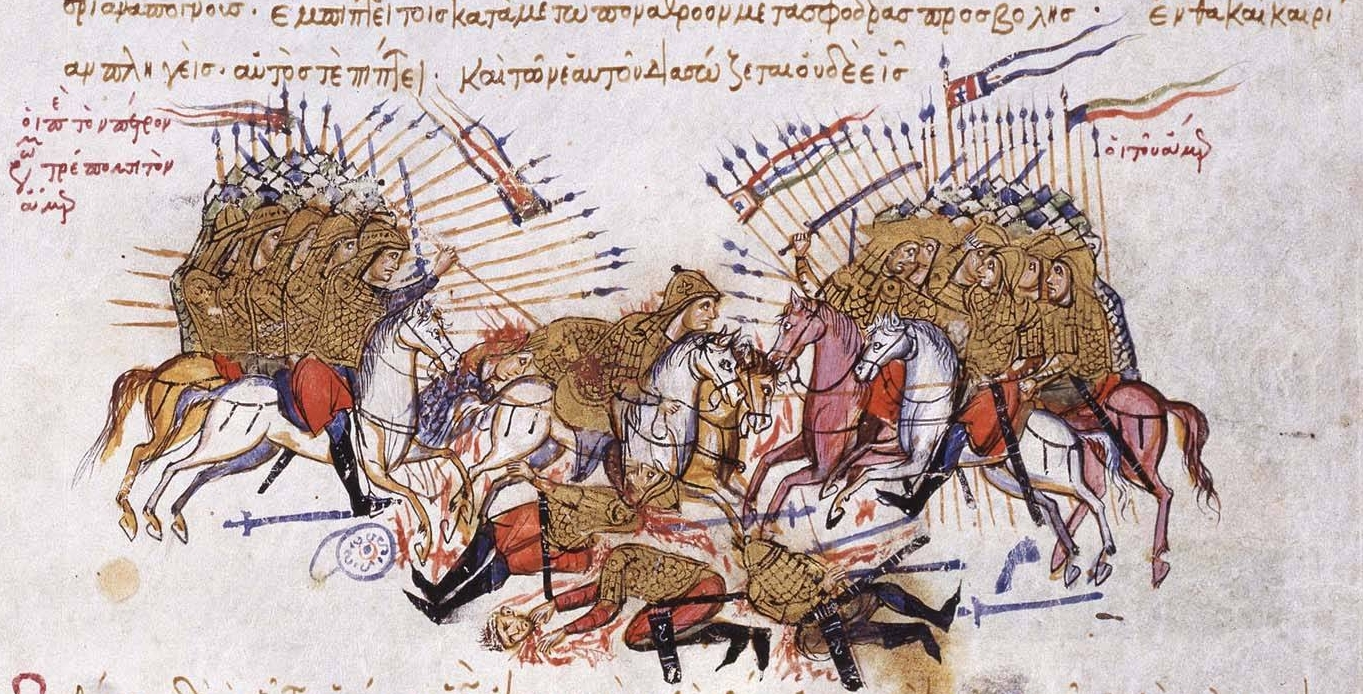
Bataille entre les Byzantins et les Arabes, d'après la Chronique de Skylitès, fin du XIIIe siècle.

Dans la période la plus glorieuse de leur histoire, c’est-à-dire au IXe et au début du Xe siècle, on comptait quatre tagmata au sens strict :
- les scholes (en grec Σχολαί, « les Écoles »), formées d’infanterie et de cavalerie, étaient l’unité la plus prestigieuse dont l’origine remontait à Constantin le Grand ou à Dioclétien. Elle cessa de jouer un rôle actif vers le milieu du Ve siècle pour servir surtout lors de grands déploiements. Cantonnée au palais de Chalcé, elle retint ce rôle de parade jusqu’à ce que Constantin V la mette sous les ordres du domestique des scholes[14]. Celui-ci ne tarda pas à devenir l’un des chefs militaires les plus importants de l’armée, ayant rang de patrice. Sous le nom de « démocrate », il était le commandant du dème des Vénètes. Dans la deuxième moitié du Xe siècle, le poste de domestique des scholes se dédoubla avec la création d’un domestique d’Orient et d’un domestique d’Occident[15] ;
- les excubites ou exkoubitores (lat. Excubiti, grec Έξκούβιτοι, « les sentinelles », litt. « ceux que l’on sort du lit ») furent créées par Léon Ier aux environs de 460 comme garde impériale. Leurs commandants acquirent rapidement une grande influence et fournirent plusieurs empereurs au VIe siècle. Après une période de déclin au VIIe siècle, ils furent réformés au VIIIe probablement sur le modèle des scholes, car leur commandant, jusque-là un comes, porta dès lors le titre de « domestique »[16]. Ils devinrent une unité d’élite qui forma le noyau de l’armée régulière. La dernière mention de ces troupes date de 1081 ;
- les arithmoi (en grec Άριθμός, « nombre ») ou la Veille (en grec Βίγλα, du mot latin vigla, « surveillance ») étaient une unité dont l’existence remontait probablement à Arcadius. Elle fut promue par l’impératrice Irène dans les années 780[17]. Son commandant portait le titre archaïque de « drongaire ». À Constantinople, l’unité était chargée spécialement de la garde du palais ; dans les expéditions commandées par le basileus, elle fournissait les sentinelles autour de la tente impériale[15] ;
- les hikanatoi (en grec Ίκανάτοι, « les gens capables »), créés par l’empereur Nicéphore Ier (emp. 802-811) vers 810[8]. Leur fonction est obscure et leur commandant, tout comme celui des arithmoi, n’était que protospathaire.

D’autres unités étaient étroitement associées aux tagmata et souvent incluses parmi eux :
- les noumeroi (en grec Νούμεροι) étaient une unité d’infanterie stationnée à Constantinople. Elle devait son nom au « numera », une caserne du palais qui était utilisée comme prison. Elle incluait probablement les teichistai (en grec Τειχισταί) ou régiment tōn Τeicheōn (en grec τών Τειχέων, « des murs ») qui gardaient soit l’ensemble des murs de Constantinople, soit le « Long Mur » ou mur d’Anastase[8]. Leur origine remontait possiblement aux IVe ou Ve siècles[18] ;
- les optimatoi (en grec Όπτιμάτοι, du latin optimates, « les meilleurs ») étaient à l’origine une troupe de combat d’élite mais furent réduits au VIIIe siècle à un rôle d’intendance, responsables des mules transportant l’équipement de l’armée (le τούλδον ou touldon). Contrairement aux tagmata, ils étaient stationnés à l’extérieur de Constantinople et étroitement associés à la garnison du lieu, le thème des Optimatōn qui faisait face à Constantinople et incluait le nord de la Bithynie. Le commandant ou domestikos des optimatoi était également strategos ou gouverneur du thème[19] ;
- les marins de la flotte impériale (βασιλικόν πλώιμον, basilikon plōimon) sont également considérés comme tagma par certaines sources[8].

S’y ajoutaient les hetaireia (en grec Έταιρεία, « compagnons ») qui comprenaient les troupes de mercenaires étrangers, Khazars, Phargenoi (Varègues ?), Rus’ et Hongrois, incluses dans le service impérial, chacune commandée par un hétériarque, plus tard qualifié de « grand hétériarque ». Au départ, on distinguait la grande, la moyenne et la petite hétairie, qui avaient chacune leur chef particulier. Responsable de la sécurité de l’empereur, le grand hétériarque était présent chaque matin à l’ouverture des portes du palais. À la fin du XIe siècle, leur structure changea et il semble que les différentes hetaireiai furent consolidées en une seule composée de jeunes nobles.

### Organisation

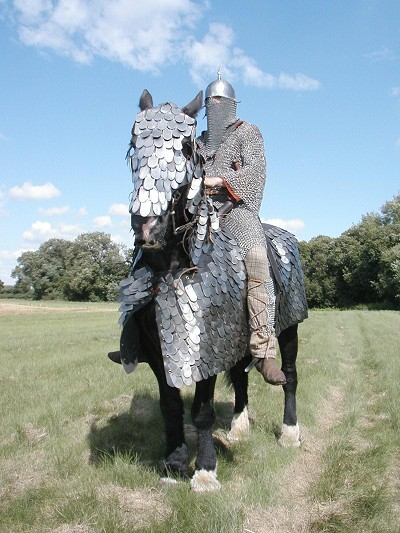
Les tagmata étaient caractérisés par l'utilisation de la cavalerie. Les cataphractaires étaient des soldats à cheval, homme et bête étant revêtus d'une cotte de mailles.

Il est difficile d’avancer des chiffres exacts sur le nombre et la composition des tagmata impériaux en raison du manque de précision et de l’ambiguïté des sources de l’époque (manuels militaires, listes des fonctions, témoignages arabes datant principalement du IXe siècle. Selon les géographes arabes Ibn Khurdādhbah et Qudāmah, qui sont quelque peu ambigus, les forces totales des tagmata atteignaient 24 000 hommes. Ce chiffre a semblé exagéré à nombre d’historiens dont John Bagnell Bury et John Haldon qui estiment les forces de chaque tagma à environ 1 000 à 1 500 hommes. D’autres, comme Warren Treadgold et, jusqu’à un certain point, Friedhelm Winkelmann, tout en acceptant ce chiffre, les comparent aux listes d’officiers du Kletorologion et atteignent une moyenne de 4 000 hommes par tagma (y compris les optimatoi et les noumeroi pour lesquels il est explicitement mentionné que chacun comprenait 4 000 hommes).
La structure de toutes les unités était identique. Alors que les themata étaient commandées par un strategos, les tagmata étaient commandées par un domestikos, sauf pour les Vigla commandées par un droungarios. Celui-ci était assisté par un ou deux officiers appelés « topotèrètes » (en grec τοποτηρητής, lit. « substitut », « lieutenant »), lesquels commandaient chacun la moitié de l’unité. Contrairement aux unités thématiques, il n’y avait pas de niveaux intermédiaires (tourmarchai, chiliarchoi ou pentakosiarchai) jusqu’à ce que Léon VI introduise le droungarios peu après 902. La subdivision la plus importante du tagma était le bandon, commandé par un komès ou comte appelé skribōn chez les excubites et tribounos (« tribun ») chez les numeroi et autres unités qui gardaient les murailles de la ville. L’importance du domestikos tōn Scholōn ou domestique des Scholes, le commandant du régiment des scholai, grandit progressivement et celui-ci devint le commandant en chef de l’armée à la fin du Xe siècle. 
Le tableau suivant illustre la structure des scholai au IXe siècle selon Treadgold.
| No. officiers     | Unité      | Soldats | Divisés en    |
| ----------------- | ---------- | ------- | ------------- |
| Domestikos (1)    | Tagma      | 4 000   | 20 banda      |
| Topotērētēs (1/2) |            | 2 000   | 10 banda      |
| Komēs (20)        | bandon     | 200     | 5 kentarchiai |
| Kentarchos (40)   | kentarchia | 40      |               |

À cela on doit ajouter un chartoularios (χαρτουλάριος, « secrétaire ») et un prōtomandatōr (πρωτομανδάτωρ, « messager en chef ») de même que quarante porte-étendards (βανδοφόροι, bandophoroi) de rangs et titres variés dans chaque tagma et quarante mandatores (messagers), pour un total de 4 125 hommes par unité. Pendant les campagnes, chaque cavalier était accompagné d’un écuyer.
Le tableau suivant montre, suivant Treadgold, l’évolution théorique des effectifs totaux des forces tagmatiques.
| Année        | 745    | 810    | 842    | 959    | 970    | 976    | 1025   |
| ------------ | ------ | ------ | ------ | ------ | ------ | ------ | ------ |
| Nombre total | 18 000 | 22 000 | 24 000 | 28 000 | 32 000 | 36 000 | 42 000 |

## Xe–XIesiècles: la réforme de Basile II
Lorsque l’Empire byzantin entreprit ses campagnes de reconquête au cours du Xe siècle, les tagmata devinrent plus actifs et furent souvent postés en garnison dans les provinces ou les nouveaux territoires conquis. Outre les unités déjà bien établies, de nouvelles unités, souvent spécialisées, furent créées pour faire face aux besoins qu’entrainait ce nouveau style de guerre. Michel II (emp. 820-829) créa les Tessarakontarioi, dont la durée fut éphémère. Unité spéciale de la marine, elle devait son nom à la solde élevée dont jouissaient ses membres (40 nomismata). Jean Ier Tzimiskès (emp. 969-976) créa un corps de cataphractaires (cavalerie où chevaux et cavaliers portaient une lourde armure) appelé athanatoi (en grec Άθάνατοι, « les immortels ») sur le modèle de l’ancienne unité persane, unité qui réapparut sous le règne de Michel VII Doukas (emp. 1071-1078) au XIe siècle. On note également les stratelatai, unité également formée par Jean Tzimiskès, les satrapai qui disparurent rapidement dans les années 970, les megathymoi des années 1040, ainsi que les archontopoulai et les vestiaritai d’Alexis Ier. On comptait plusieurs tagmata composés d’étrangers, comme les maniakalatai formés de Francs d’Italie par Georges Maniakès, ou la plus célèbre des unités tagmatiques, celle de la garde varègue, unité de quelque 6 000 mercenaires étrangers (τάγμα τών βαραγγίων) créée aux environs de 988 par l’empereur Basile II (emp. 976-1025). Dans le cas de tagmata composés de mercenaires étrangers, tous, y compris les commandants, appartenaient à la même ethnie. 

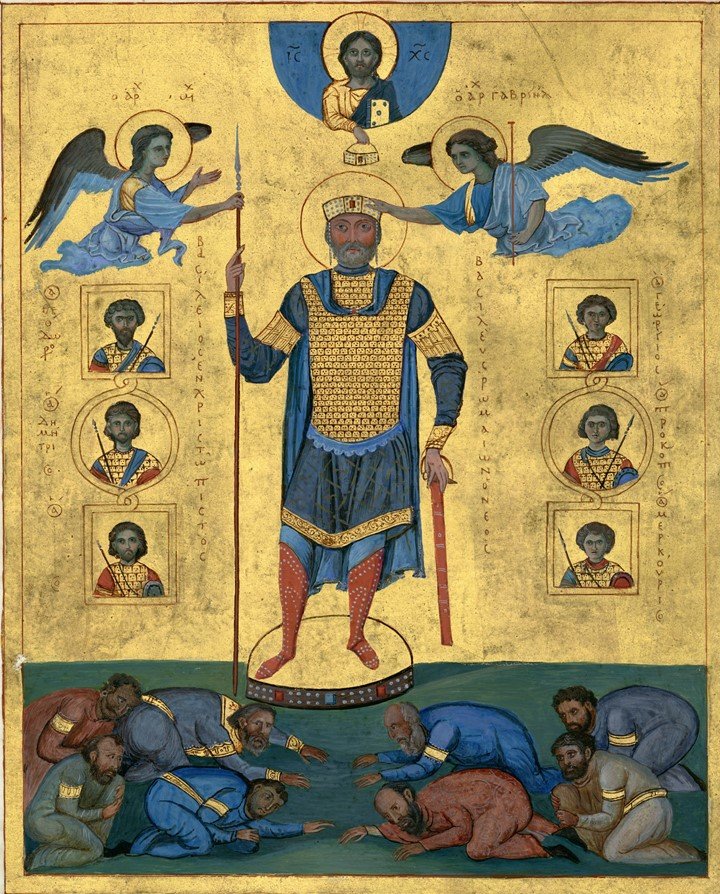
Psautier de Basile II. Sous son règne, l'armée byzantine fut réformée en profondeur.

Le règne de Basile II vit une profonde transformation du système militaire byzantin. Au milieu du Xe siècle, en raison du nombre de plus en plus réduit d’effectifs dans les armées thématiques d’une part, des exigences imposées par la nouvelle stratégie sur la frontière orientale d’autre part, on vit apparaitre un nombre important de tagmata provinciaux, forces professionnelles et permanentes modelées sur les tagmata impériaux. Les conquêtes étendues sur le front Est furent dues en bonne partie à la création d’un ensemble de thèmes plus petits que les anciens où étaient stationnés ces détachements, lesquels furent regroupés sous des commandants régionaux qui prirent le titre de « doux » et de « katepanō ». Cette stratégie s’avéra efficace pour lutter contre les menaces locales à dimension réduite, mais les forces thématiques, trop longtemps négligées, n’étaient plus de taille à faire face à une invasion d’envergure attaquant la zone tampon frontalière. Le déclin de ces forces thématiques réunies seulement lorsque les menaces se faisaient sentir et l’importance accrue donnée aux forces permanentes tant locales que de mercenaires, tenaient non seulement à la plus grande efficacité militaire de ces dernières mais aussi à la confiance qu’on pouvait leur accorder par opposition aux forces thématiques sujettes à s’identifier plus facilement aux intérêts locaux. Les tagmata recrutés à partir des grands themata comptaient probablement 1 000 soldats alors que les themata plus petits en comptaient environ 500. Les unités de mercenaires étrangers pour leur part semblent avoir été composées de 400 à 500 hommes.
En conséquence, au XIe siècle, la distinction traditionnelle entre armées « impériales » et forces provinciales tendit à disparaître et le terme tagma fut dorénavant utilisé pour désigner tout régiment permanent, son origine régionale et son identité se révélant dans le nom qu’il portait. À partir de la seconde moitié du XIe siècle, les tagmata originels, à l’instar des armées thématiques, commencèrent à décliner, lentement décimés par des défaites militaires de la fin du siècle. Sauf pour les Varègues, les vestiaritai, les hetaireia et les vardariōtai, les régiments traditionnels avaient disparu au début du XIIe siècle et ne figurent plus dans les armées de la dynastie Comnène, alors que le terme tagma en revint à désigner de façon générale n’importe quelle « unité militaire ».

## Rémunération
La rémunération des soldats appartenant aux tagmata étant largement supérieure à celle des themata et surtout étant payée par l’État, les candidats étaient nombreux. À l’origine, cette rémunération était versée en numéraire, mais à partir du XIIe siècle, la pratique de la pronoia, ou cession par l’État d’une terre en échange du service militaire, s’imposa de plus en plus sans toutefois remplacer totalement l’ancien mode de paiement. 
Il n’était pas rare par ailleurs que les soldats aient été autorisés, après une conquête, à se partager une partie du butin, voire plus exceptionnellement à prendre pour esclaves personnels certains des combattants ennemis faits prisonniers. Rare au départ en raison d’une politique de conquête peu développée, cette pratique prit de l’ampleur avec les annexions du Xe siècle si bien que le prix des esclaves sur le marché de Constantinople diminua considérablement. 
Les officiers pour leur part pouvaient recevoir des titres fixant leur préséance dans la société byzantine et être faits patrices ou magistres par l’empereur.